# Energoelektronika

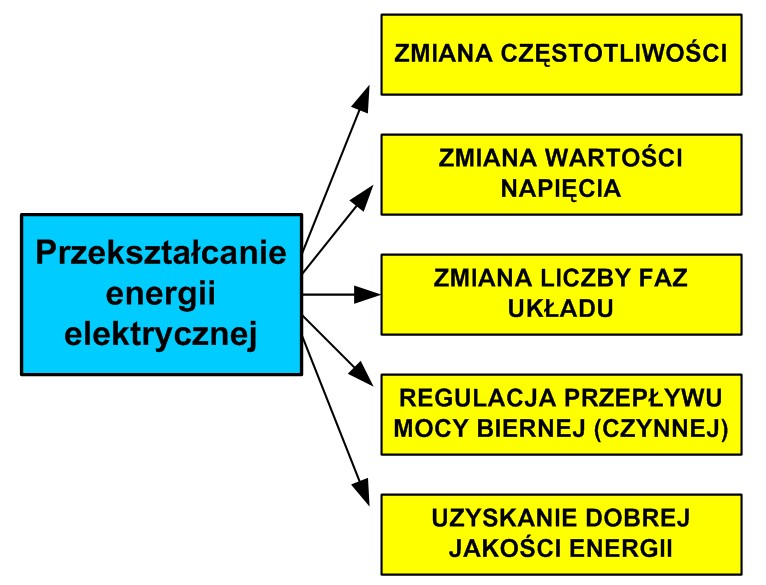
Przekształcanie energii elektrycznej ze względu na cele

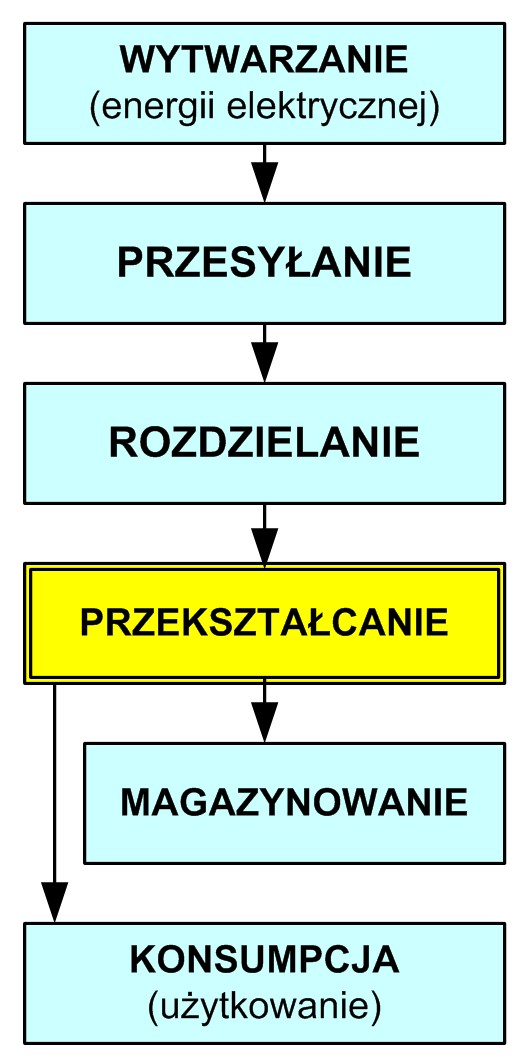
Miejsce energoelektroniki w elektroenergetyce

Energoelektronika, elektronika przemysłowa, elektronika mocy, elektronika siłowa – odrębna gałąź elektroniki zajmująca się zastosowaniem układów elektronicznych dużej mocy (przekształtników energoelektronicznych), głównie znajduje zastosowanie w układach napędowych o regulowanej prędkości obrotowej.

## Wstęp
Energoelektronika jest działem elektroniki przemysłowej obejmującym analizę, projektowanie, sterowanie, wytwarzanie i zastosowania przyrządów półprzewodnikowych dużej mocy oraz układów energoelektronicznych.
Układ energoelektroniczny składa się z:
- jednego lub kilku tak zwanych przekształtników energoelektronicznych oraz
- układu sterującego (mikrokontroler, DSP, FPGA; w nieskomplikowanych przypadkach układem sterującym może być prosty układ cyfrowy zbudowany na bramkach logicznych lub timer).

Dzięki zastosowaniu mikrokontrolerów możliwe jest zastosowanie złożonych algorytmów sterowania przekształtnikami. Układ sterujący wypracowuje sygnał sterujący na podstawie danych z czujników pomiarowych i wykonując obliczenia w czasie rzeczywistym. Jest to szczególnie przydatne w nowoczesnych układach napędowych, gdzie występują zjawiska o bardzo małych stałych czasowych. Zastosowanie szybkich procesorów sygnałowych DSP albo układów programowalnych FPGA daje możliwość implementacji niezwykle złożonych algorytmów umożliwiających eliminację czujników pomiarowych z układu sterowania, ale kosztem bardziej skomplikowanych obliczeń.

## Podstawowe typy przekształtników energoelektronicznych
Obecnie stosuje się następujące rodzaje przekształtników energoelektronicznych:
- prostowniki (układy ac/dc)
- choppery (przetwornice dc/dc) – układy energoelektroniczne zmieniające wartość napięcia stałego
- falowniki (układy dc/ac)
- przemienniki częstotliwości (układy ac/ac) – występują jako układy z pośrednim obwodem DC oraz przemienniki bezpośrednie, tzw. cyklokonwertory.

## Historia energoelektroniki
Energoelektronika jest częścią elektrotechniki o znacznie krótszej historii. Za jej początek można uznać przełom XIX i XX wieku. Największe znaczenie w początkowym rozwoju energoelektroniki miały:
- 1895 – jednofazowy prostownik mostkowy (zwany mostkiem Graetza, Karol Pollak[1])
- 1901 – prostownik rtęciowy (Hewitt Cooper)
- 1923 – tyratron (Irving Langmuir, Hall)
- 1933 – ignitron (Joseph Slepian)

Wynalezienie tranzystora w 1948 roku zapoczątkowało nowy etap w rozwoju energoelektroniki: energoelektronikę półprzewodnikową. Od tego czasu opracowano wiele nowych elementów półprzewodnikowych, uległy również znacznemu zwiększeniu ich zakresy prądowe i napięciowe. Jest to proces ciągły i również w chwili obecnej następuje szybki rozwój tej dziedziny techniki.
Współczesna energoelektronika powstała około 30–40 lat temu i początkowo była związana jedynie ze sterowaniem pracą silników elektrycznych. Pierwsze przekształtniki były zbudowane z tyrystorów mocy, które wymagały dużego impulsu prądowego, jako sygnału sterującego, i mogły pracować jedynie w niewielkim zakresie częstotliwości (rzędu kHz). Ostatnie trzydzieści lat stanowi okres wielkiego rozwoju energoelektroniki. Stało się to dzięki rozwojowi techniki mikroprocesorowej oraz półprzewodnikowych przyrządów mocy.
Dla rozwoju samych przekształtników największe znaczenie miało wynalezienie półprzewodnikowych elementów mocy – a w tym głównie tranzystora IGBT, który łączy w sobie zalety dynamiki tranzystora bipolarnego oraz napięciowe sterowanie tranzystora MOS, przy czym napięcie na tranzystorze IGBT ma wartość stałą (kilka V), co daje mniejsze straty łączeniowe niż w przypadku tranzystorów MOS. Tranzystory IGBT mogą pracować przy częstotliwości rzędu dziesiątek kHz. Dzięki temu można znacznie zmniejszyć gabaryty transformatorów stosowanych w przekształtnikach, zmniejszyć straty łączeniowe, a także ustawić częstotliwość łączeń powyżej pasma akustycznego dla uniknięcia kłopotliwych i nieprzyjaznych dźwięków towarzyszących pracy dawniej budowanych układów.
Kalendarium historii energoelektroniki półprzewodnikowej:
- 1957 – tyrystor SCR (General Electric)
- 1970 – tranzystor mocy 500V 20A (Delco Electronics)
- 1975 – Toshiba giant transistor (300V, 400A)
- 1978 – power MOSFET 100V 25A (International Rectifier)
- 1980 – tyrystor GTO 2500V 1000A (Hitachi, Mitsubishi, Toshiba) - pierwszy tyrystor GTO 200V, 50A opracowano w 1970 roku w firmie General Electric USA
- 1985 – IGBT (General Electric, Siemens, Power Compact)
- 1988 – smart power device (Thomson, firmy japońskie)

Obecnie rozwój przekształtników energoelektronicznych przemieszcza się w kierunku stosowania tranzystorów wykonanych z  węgliku krzemu, które mogą pracować w temperaturach rzędu kilkuset stopni Celsjusza, podczas gdy tranzystory krzemowe jedynie w około 100 °C. Pozwoli to na uzyskanie jeszcze większych gęstości przenoszonych energii.

## Normalizacja w energoelektronice

### Stan normalizacji w Polsce
Normalizacja dotycząca przyrządów półprzewodnikowych mocy i urządzeń energoelektronicznych do końca 1993 roku prowadzona była przez Komisję Przekształtników Energetycznych przy Instytucie Elektrotechniki, a normy były ustanawiane przez Polski Komitet Normalizacji, Miar i Jakości (PKNMiJ). Od 1994 prace nad tym prowadzi Normalizacyjna Komisja ds. Energoelektroniki Polskiej Komitetu Normalizacji. 
Do 1994 zostały ustanowione i obecnie obowiązują następujące normy:
1. W zakresie przyrządów półprzewodnikowych:
- PN-83/E-82050.00 Półprzewodnikowe przyrządy mocy. Ogólne wymagania i badania
- PN-82/E-82050.01 Półprzewodnikowe przyrządy mocy. Nazwy, określenia i oznaczenia literowe parametrów
- PN-83/E82050.02 Półprzewodnikowe przyrządy mocy. Parametry graniczne i charakterystyki
- PN-83/E82050.03 Półprzewodnikowe przyrządy mocy. Badania elektryczne
- PN-87/T-01101 Półprzewodnikowe przyrządy mocy. Badania mechaniczne i klimatyczne
- PN-88/T-01102 Przyrządy półprzewodnikowe i układy scalone
- PN-92/T-01104 Półprzewodnikowe przyrządy. Przyrządy dyskretne i układy scalone. Postanowienia ogólne
- PN-90/T-01104 i PN-90/T-01105 Zasady proceduralne systemu IEC zapewnienia jakości podzespołów elektronicznych (IEC Q)
- PN-88/T-01201 Półprzewodnikowe przyrządy. Przyrządy dyskretne i układy scalone. Część ogólna
- PN-88/T-01202 Półprzewodnikowe przyrządy. Diody prostownicze

2. W zakresie układów energoelektronicznych:
- PN-75/E-06073 Przekształtniki półprzewodnikowe z komutacją zewnętrzną. Ogólne wymagania i badania
- PN-75/E-06074 Zespoły prostownikowe bezpieczne. Ogólne wymagania i badania
- PN-75/E-06074 Tyrystorowe układy napędowe prądu stałego. Ogólne wymagania i badania

Normy uzgodnione i przygotowane do ustanowienia przez Polski Komitet Normalizacyjny w 1995 roku:
- PN-IEC 50 (551):1994 Energoelektronika. Terminologia
- PN-IEC 146-1-1:1994 Przekształtniki półprzewodnikowe. Przekształtniki o komutacji sieciowe. Wymagania ogólne
- PN-IEC 146-1-2:1994 Przekształtniki półprzewodnikowe. Wytyczne sterowania
- PN-IEC 146-1-3:1994 Przekształtniki półprzewodnikowe. Transformatory i dławiki

### Stan normalizacji międzynarodowej
Opracowaniem zaleceń normalizacyjnych dotyczących przyrządów półprzewodnikowych mocy i urządzeń energoelektronicznych zajmują się dwa komitety techniczne Międzynarodowej Komisji Elektrotechnicznej). Komitet techniczny TC47 opracowuje głównie zalecenia w zakresie terminologii, określeń, parametrów znamionowych, charakterystyk i metodyki badań przyrządów półprzewodnikowych mocy. W komitecie technicznym TC22 są opracowywane zalecenia normalizacyjne dotyczące przekształtników półprzewodnikowych.
Uzgodnione zalecenia normalizacyjne są zawarte w, między innymi, następujących publikacjach:
- IEC 146 Terminologia, ogólne wymagania i metody badań przekształtników półprzewodnikowych
- IEC 147 Postanowienia ogólne, terminologia, podstawowe wielkości znamionowe, charakterystyki, ogólne metody pomiarowe diod prostowniczych i tyrystorów
- IEC 148 Oznaczenia literowe podstawowych parametrów dyskretnych przyrządów półprzewodnikowych
- IEC 191 Ogólne postanowienia norm mechanicznych dotyczących półprzewodnikowych przyrządów dyskretnych

## Zastosowania
Energoelektronika znajduje zastosowanie w wielu dziedzinach techniki: 
- Podstacje trakcyjne—zespoły prostownikowe
- napędy elektryczne
- elektroenergetyka (np. przy sprzęgach w niekonwencjonalnych źródłach energii, w układach typu FACTS)
- górnictwo (np. maszyny wyciągowe, taśmociągi)
- przekształtniki energoelektroniczne pojazdów trakcyjnych (np. lokomotywy, tramwaje, elektryczne zespoły trakcyjne (EZT))
- elektrotermia
- spawalnictwo
- elektronika (zasilacze impulsowe)
- zasilanie awaryjnym UPS
- urządzenia AGD
- układy przekształtnikowe pojazdów elektrycznych i napędów przemysłowych
- wzmacniacze audio największej mocy.